# William Schweitzer
William P. Schweitzer (zm. 1971) – amerykański strzelec, mistrz świata.
Strzelectwo zaczął uprawiać podczas studiów na Uniwersytecie Columbia, na którym w latach 20. był kapitanem uczelnianej reprezentacji w tym sporcie. W 1931 roku był kapitanem reprezentacji Stanów Zjednoczonych podczas zwycięskiego dla Amerykanów turnieju Pershing Trophy. Był również kapitanem drużyny narodowej podczas Mistrzostw Świata w Strzelectwie 1937. Został wówczas drużynowym złotym medalistą w karabinie małokalibrowym leżąc z 50 m (skład drużyny: John Adams, David Carlson, William Schweitzer, Catherine Woodring, William Woodring). Uzyskał trzeci wynik (ex aequo z Williamem Woodringiem) w pięcioosobowym zespole. 
W zawodach strzeleckich startował przez ponad 40 lat (brał w nich udział jeszcze trzy lata przed swoją śmiercią w 1971 roku). Był wielokrotnym rekordzistą kraju. Członek National Rifle Association of America.

## Medale mistrzostw świata
Opracowano na podstawie materiałów źródłowych:
| Mistrzostwa   | Konkurencja                                  | Wynik                             | Miejsce |
| ------------- | -------------------------------------------- | --------------------------------- | ------- |
| Helsinki 1937 | Karabin małokalibrowy leżąc, 50 m, drużynowo | 1957 pkt. (druż.) 392 pkt. (ind.) |         |